# Benito Juárez (Mexico-Stad)
Benito Juárez is een van de zestien gemeentes (alcaldías) van Mexico-Stad. Benito Juárez heeft 434.153 inwoners (2020) en ligt in het midden van de stad. De gemeente grenst klokgewijs aan Cuauhtémoc, Iztacalco, Iztapalapa, Coyoacán, Álvaro Obregón en Miguel Hidalgo.

## Geschiedenis

#### Voorgeschiedenis
Het grondgebied van de gemeente Benito Juárez stond tot de 18e eeuw grotendeels onder water en vormde het zuidwestelijk deel van het meer van Texcoco. Langs de oever van het meer waren een aantal inheemse nederzettingen waaronder Mixcoac en de nominale hoofdplaats van de gemeente, Santa Cruz Atoyac.
Vanaf de 18e eeuw viel het grondgebied geleidelijk droog en ontstonden rivieren zoals Rio Becerra, Rio Churubusco en Rio Piedad. Haciënda´s werden opgezet met namen die terug te zien zijn in de namen van wijken in de gemeente, zoals Portales, San Pedro de los Pinos en Narvarte. In de 19e eeuw ontstonden verscheidene steengroeves die voorzagen in de vraag naar bouwmaterialen in omringende steden zoals Mexico-Stad, Tacubaya en Coyoacán. Het stadspark Parque Hundido, de arena Plaza de Toros en het ernaast gelegen Estadio Azul zijn gebouwd op de plaats van deze groeves. De toenemende verstedelijking van het gebied in de 20e eeuw en de bevolkingsgroei veroorzaakten een proces van bestuurlijke herindeling dat uiteindelijk leidde tot de vorming van de gemeente.

#### Ontstaan van de gemeente en naamgeving
In 1970 werd het district Benito Juárez gecreëerd binnen het toenmalige Federale District van Mexico-Stad. Na de grondwetswijziging van 2016 werd het district omgevormd tot gemeente. De gemeente is vernoemd naar de negentiende-eeuwse president Benito Juárez.

## Economie en politiek
Het is over het algemeen een welvarend gedeelte van Mexico-Stad. Het heeft de hoogste Index van de menselijke ontwikkeling van het hele land, op het niveau van Duitsland. 99% van de bevolking is geletterd, en de helft van de bevolking heeft aan een universiteit gestudeerd. 41% verdient meer dan drie keer het minimuminkomen. In de periode 2018-2021 was het de enige gemeente in Mexico-Stad die bestuurd werd door de Nationale Actiepartij (PAN). De burgemeester, Santiago Taboada, werd in 2021 herkozen met 68% van de stemmen voor een tweede termijn tot 2024. Hij trad af om zich kandidaat te stellen voor regeringsleider van Mexico-Stad in de verkiezingen van 2024. Sinds 2024 is Luis Mendoza Acevedo, van dezelfde partij, burgemeester van Benito Juárez.

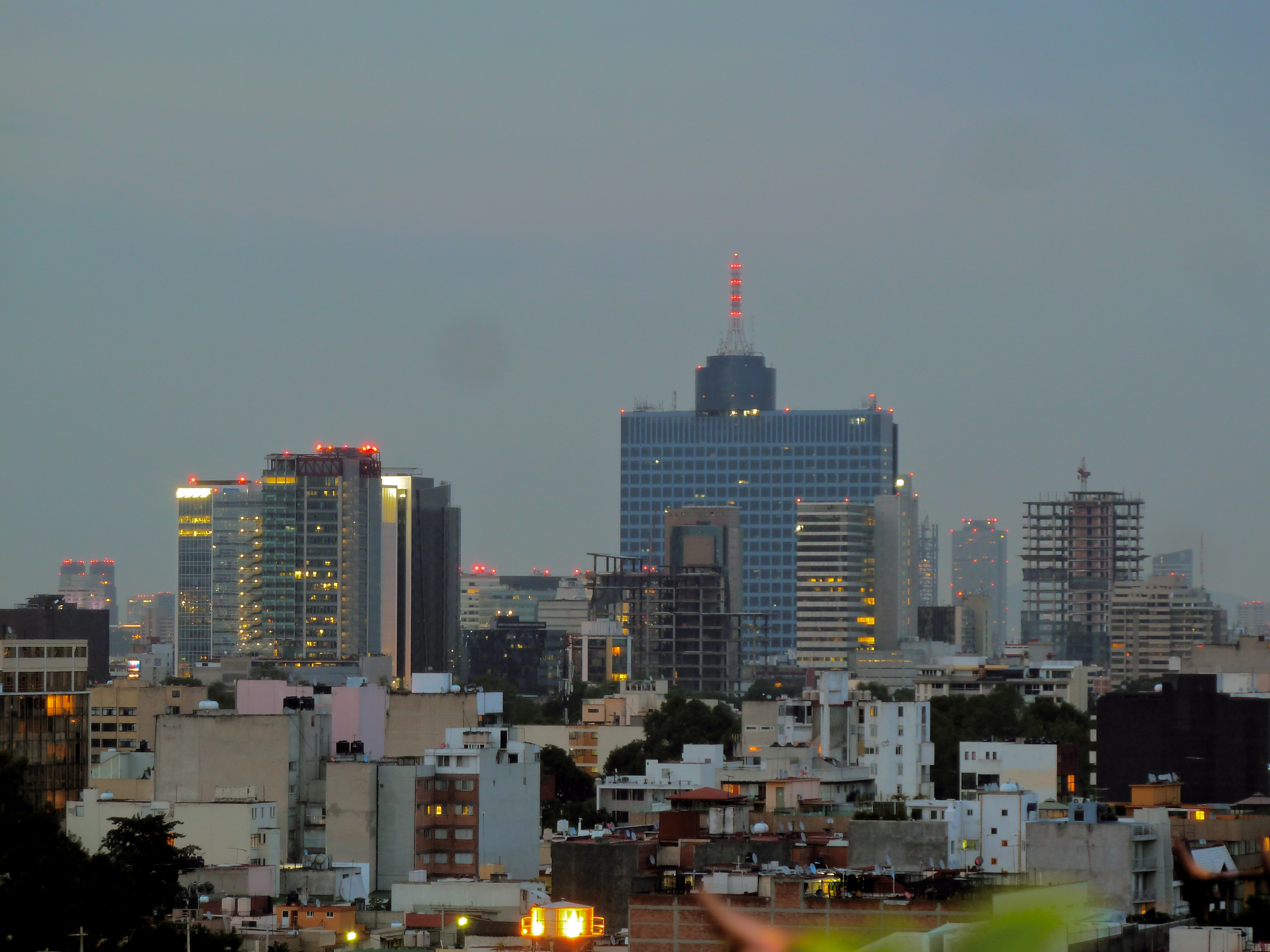
Het World Trade Center in de gemeente Benito Juárez, Mexico-Stad

## Infrastructuur

#### Wegen
De grenzen van de gemeente worden ruwweg gevormd door de oever van het vroegere meer en een aantal grote rivieren die in de loop van de 20e eeuw werden drooggelegd en ondergronds gekanaliseerd. Hiervoor in de plaats kwamen vanaf 1950 doorvoerwegen zoals Anillo Periférico, Viaducto Miguel Alemán, Calzada de Tlalpan en Circuito Interior Rio Churubusco. De Avenida de los Insurgentes en de Avenidas División del Norte en Universidad doorkruisen de gemeente.

#### Openbaar vervoer
De lijnen  2, 3, 7 en 12 van de metro van Mexico-Stad verbinden de gemeente Benito Juárez met andere delen van Mexico-Stad, evenals de lijnen 1, 2 en 3 van de metrobus.

## Cultuur en bezienswaardigheden
Benito Juárez als jonge en welvarende gemeente heeft behalve Mixcoac weinig archeologische of historische plaatsen. Er zijn een aantal moderne culturele voorzieningen, waaronder het Polyforum Siqueiros, geopend in 1971, dat sinds de aardbeving van 2017 voor het publiek gesloten is en gerenoveerd wordt. Andere culturele centra zijn de Cineteca Nacional en het Teatro de los Insurgentes. De Plaza de Toros México is met een capaciteit van bijna 50,000 toeschouwers de grootste arena ter wereld voor stierenvechten.
In de film Romeo + Juliet zijn de scenes van de geheime bruiloft opgenomen in de Iglesia del Purísimo Corazón de María in de gemeente Benito Juárez.